# План Баруха

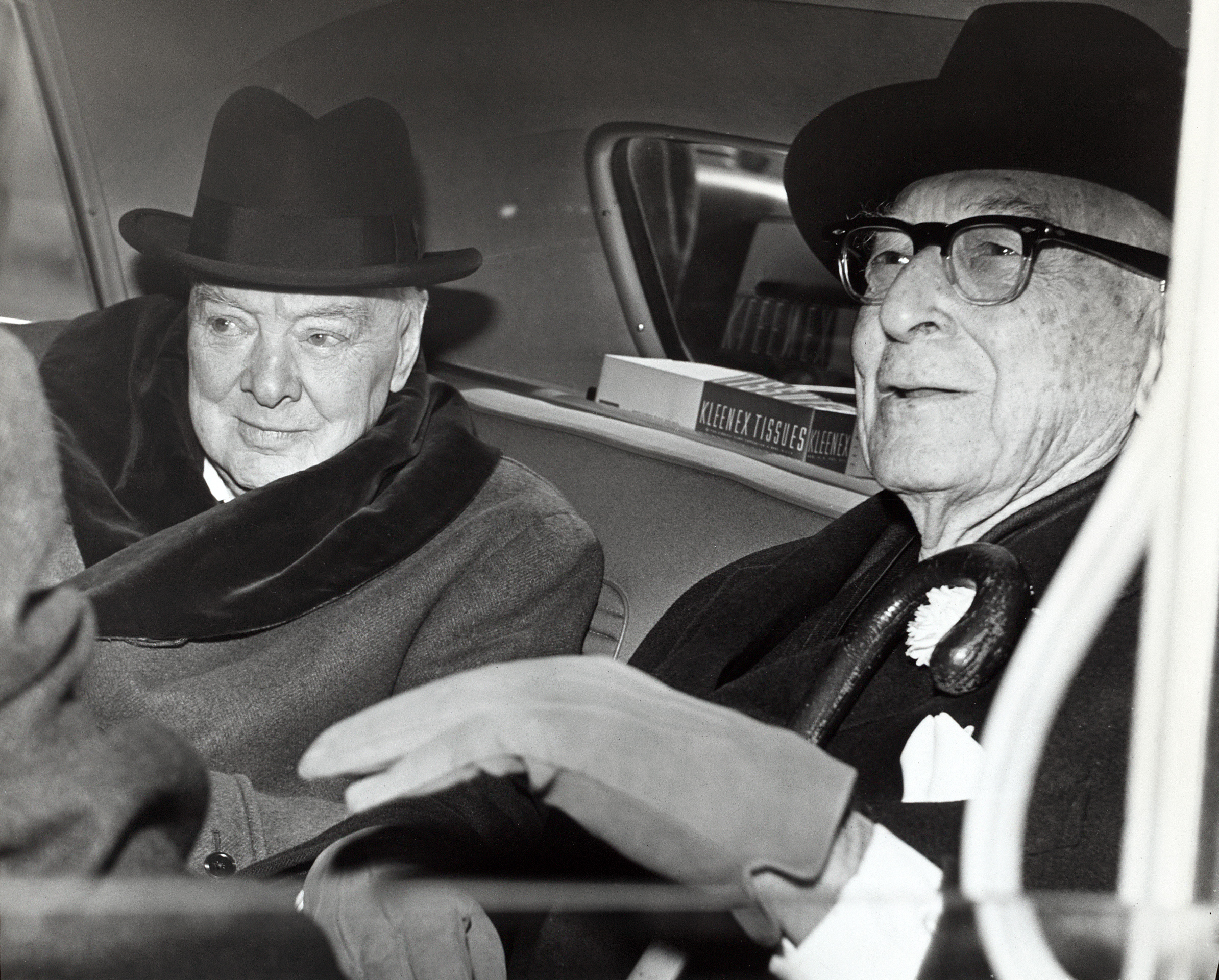
Бернард Барух з Вінстоном Черчіллем у 1961 році

План Баруха — це американський план, представлений на комісію ООН з атомної енергетики в 1946 р., в якому містилися умови, на яких США пропонували іншим країнам розвивати співробітництво по лінії мирного використання атома. Даний план був представлений радником Рузвельта, американським фінансистом Бернардом Барухом.
Даний план містив такі пункти, як створення Міжнародного агентства з атомної розробкам (Atomic Development Authority), передбачалася передача цьому агентству контролю над атомною виробництвом та обмін дослідженнями в рамках нього між країнами. Більш того, план включав в себе передачу США технологічної інформації з атомної енергетики. Контроль агентства повинен був здійснюватися в рамках міжнародних інспекцій на місцях. План передбачав введення механізму контролю за ядерними програмами вступають у співпрацю країн через проведення міжнародних інспекцій на територіях цих країн. Центральним органному цього агентства повинна була стати комісія ООН з атомної енергетики.
Однак такий план не влаштовував СРСР, так як такий план явно сповільнив би рух СРСР до створення ядерного потенціалу. Саме тому радянська дипломатія на конференції ООН висунула ідею відмови від використання атомної енергетики.
У підсумку план так і не був прийнятий через накладення вето СРСР у Раді Безпеки ООН. Комісія припинила свою діяльність у 1949 році.